# Municipio de Paoli
El municipio de Paoli (en inglés: Paoli Township) es un municipio ubicado en el condado de Orange en el estado estadounidense de Indiana. En el año 2010 tenía una población de 6031 habitantes y una densidad poblacional de 36,75 personas por km².

## Geografía
El municipio de Paoli se encuentra ubicado en las coordenadas 38°33′15″N 86°27′26″O / 38.55417, -86.45722. Según la Oficina del Censo de los Estados Unidos, el municipio tiene una superficie total de 164.12 km², de la cual 163.81 km² corresponden a tierra firme y (0.19%) 0.32 km² es agua.

## Demografía
Según el censo de 2010, había 6031 personas residiendo en el municipio de Paoli. La densidad de población era de 36,75 hab./km². De los 6031 habitantes, el municipio de Paoli estaba compuesto por el 97.74% blancos, el 0.36% eran afroamericanos, el 0.2% eran amerindios, el 0.32% eran asiáticos, el 0.02% eran isleños del Pacífico, el 0.48% eran de otras razas y el 0.88% pertenecían a dos o más razas. Del total de la población el 1.18% eran hispanos o latinos de cualquier raza.